# 樫船神社
樫船神社（かしふねじんじゃ）は、大阪府高槻市樫田地区の大字田能小字コブケ8に鎮座する神社である。樫田地区の元となる樫田村の村名の樫の字の由来にもなった。
　

## 概略
樫船神社は、高槻市の最北端、北摂山地の山々に抱かれるようにしてある樫田盆地の最も奥まったところの、大阪府と京都府の府境に位置する明神ヶ岳に至る尾根の下の方、標高約360mの場所にある神社であり、現在は田能地区の鎮守神である。もともとは、4世紀ころまで全体が大きな湖であったとされる亀岡盆地の東部の山を切り拓き（＝保津川開削）湖水を京都盆地側へ流すことを提案した大国主命と、土地の神様であり、なおかつその工事に使用するための船を拵えた樫船明神（大山喰命）を、樫の船が建造されたとされる場所に祭祀するために貞応元年（西暦1222年）に勧請された神社であった。田能川の東側にある神宮寺は、この樫船神社が勧請されたのと同じ頃に開基された寺であり、その名が示す通り、この樫船神社と深い関係にある。なお、この神社には神職が不在であるため、用がある場合は、亀岡市の鍬山神社に連絡を取る必要がある。この鍬山神社は、樫船神社で建造された船で前述した亀岡盆地開拓のために保津川開削を行ったという神様が祀られている。また、この鍬山神社には、樫船神社という境内社が設けられており、同じ神々が勧請され祀られている。

## 来歴
この神社の歴史は、定勢という一人の僧侶の指導を受けた丹波国桑田郡田能庄の住民が、貞応元年に、神社の社殿造営並びにと神像･仏像の建立することを企画して願主になりたいものを公募したことにはじまる。同じ年の9月には、計画されていた社殿造営事業が完了し、さらに翌年の貞応2年の3月には神像と仏像、合わせて五体ができあがり、そのうち大明神男神像と女体御前神像の二つの神像と黒迦羅御前という名の女神の本地仏である阿弥陀如来の仏像一体の合計三体を樫船神社へ、そして、樫船神社に納められた神像二体のそれぞれの本地仏である観音菩薩像と大日如来像の二体の仏像を神宮寺へ安置したという。なお、この樫船神社に奉納された黒迦羅御前という女神の本地仏である阿弥陀仏像一体だけは、田能庄の構成員全員とその親類縁者が費用を折半しあって造ったという記録が残っており、そうなった詳細は不明ではあるが、当時の田能庄の人々の結束の硬さを示す史料であるという見方もある。また、神宮寺に安置された仏像のうち大日如来像は現在、高槻市指定有形文化財となっている。
1889年、この神社のある田能村は、近隣の中畑村、出灰村、杉生村、二料村と合併して京都府南桑田郡樫田村となった。この樫田という地名は樫船神社の「樫」という文字と田能村の「田」という文字を合わせて付けられた名前である。その後、1958年に樫田村は越府合併を行い、大阪府高槻市へ合流していくという過程を追うがその間も、地域の人々が樫船神社と神宮寺の祭礼を守り続けていたおかげで、今もその形は残っているという。

## 脚註
1. 1 2 3 4 5 6 7 8 9 10  47.樫船神社と神宮寺（高槻市ホームページ インターネット歴史館　2013年3月10日閲覧）
2. 1 2  　樫船神社（かしふねじんじゃ）　大阪府神社庁
3. 1 2  『日本歴史地名大系　大阪府の地名 1』平凡社
4. 1 2 3 4 5 6 7   『京都府南桑田郡誌・北桑田郡誌・船井郡誌』名著出版
5. ↑  ウォッちず（京都及大阪→京都西南部→法貴）　国土地理院　2013年3月17日閲覧
6. 1 2   『丹波の歴史』
7. 1 2 3 4   『続・京都の社寺文化 丹波・丹後』京都府文化財保護基金
8. ↑  京都府教育会南桑田郡部会 編 『南桑田郡誌』、京都府教育会南桑田郡部会、大正13、p.181-182